# Leopold Skulski

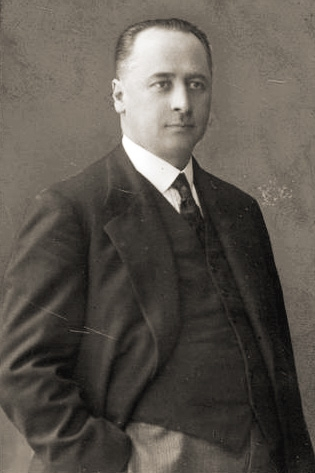
Leopold Skulski (etwa 1928)

Leopold Skulski (* 15. November 1877 in Zamość; † 11. Juni 1940 in Brest) war ein polnischer Chemiker, Politiker und Ministerpräsident.
Skulski studierte bis 1906 an der TH Karlsruhe und ließ sich nach dem Studium in Łódź nieder. Er wirkte im Turnverein Sokół und 1915 gründete in Łódz die Nationale Vereinigung (Zjednoczenie Narodowe), eine Gruppierung, die politisch der endecja nahestand und 1916 Mitglied des Międzypartyjne Koło Polityczne (Zwischenparteilicher Politischer Kreis) wurde. 
Im Januar 1917 wurde er in den Stadtrat der Stadt Łódź gewählt und ins Amt des 2. Bürgermeisters, später des 1. Bürgermeisters und anschließend des Oberbürgermeisters berufen.
1919 wurde er Abgeordneter der verfassunggebenden Nationalversammlung und zwischen dem 13. Dezember 1919 und 9. Juli 1920 Ministerpräsident Polens. Vom 24. Juli 1920 bis 28. Juni 1921 war er Innenminister in der Regierung von Wincenty Witos, 1925 Mitglied des Staatstribunals. Er war einer der Gründer von Polskie Radio AG und in den 1930er Jahren dessen Vorstand (bis 1936). Nach dem Kriegsausbruch floh er nach Pińsk, wo er von den von Osten einmarschierenden Sowjets interniert, dem NKWD übergeben und nach Brest überstellt wurde. Er wurde wahrscheinlich zwischen 1939 und 1940 von der Sowjetmacht ermordet.